# Antonio Fuortes
Antonio Fuortes (Ruffano, 13 marzo 1884 – Milano, 2 luglio 1958) è stato un ingegnere e letterato italiano.

## Biografia

### Il periodo salentino
Antonio, primo di sei fratelli, nacque a Ruffano, nel Palazzo Pizzolante-Leuzzi, da Gioacchino Fuortes (1846– 1930) di Giuliano del Capo e da Teresa Pizzolante (1859– 1921) di Ruffano. Gioacchino era il quarto di dodici figli di una famiglia di origini napoletane; fu avvocato, fotografo, tipografo, editore, compositore di versi, raccolti questi nel 1887 nel volumetto Ombre e Raggi stampati da lui medesimo e dedicati a Sigismondo Castromediano (1811– 1895).
Gioacchino, secondo Arduino Sabato, può essere considerato il più moderno dei primi fotografi salentini.
Suo fratello Tarquinio di due anni più giovane (Giuliano 29.7.1848 – Latiano 23.4.1927), zio di Antonio, era docente di Matematica presso la Scuola militare "Nunziatella" di Napoli. Nel 1880 pubblicò gli Elementi di prospettiva lineare per gli artisti, un'opera premiata dall'Accademia Pontaniana, e gli Elementi di Geometria descrittiva.
In famiglia un'altra figura di spicco fu il fratello Tommaso Fuortes (1845– 1915) per alcuni anni sindaco di Castrignano del Capo, fondatore del giornale di cultura e costume Il Leuca.

### Gli studi a Pisa e a Liegi e l’acquedotto pugliese
Antonio Fuortes, che aveva studiato al Collegio Argento di Lecce tenuto dai Gesuiti,  a ventidue anni, nel 1906, prende la licenza a Pisa in Scienze Fisiche e Matematiche  e, due anni dopo, in Belgio a Liegi, consegue la laurea in Ingegneria Elettrotecnica con Lode.
Tornato in Italia si dedica alla progettazione dei tracciati e alla costruzione nei cantieri dell’Acquedotto Pugliese, che verrà completato a Bari nel 1915 alla vigilia della Prima Guerra Mondiale. Interrotti i lavori durante la guerra l’acquedotto arriverà a Leuca con una fontana a cascata sull’alto del molo solo alla vigilia del secondo conflitto mondiale.
Negli anni '10, a Bari,  firma diversi saggi su riviste scientifiche: La lampada a filamento metallico (1911); Calcolo del diametro più economico di una condotta forzata (1912); Moderni trasporti di energia a grandi distanze (1913); Come pagherò i miei operai? (1919).
Nel 1915, quando scoppia la Grande Guerra, troviamo Antonio Fuortes Direttore Generale del Consorzio Pugliese per i Materiali da Guerra. Di questo periodo sono le Norme pratiche per la determinazione dell’altezza di volo di un aereo (dove si danno nozioni per la difesa antiaerea), nonché L’Organizzazione scientifica delle Officine.
Dal febbraio 1919 al novembre del 1921 Antonio Fuortes è Direttore del mensile Rassegna Tecnica Pugliese, Periodico ufficiale del Collegio degli Ingegneri e Architetti Pugliesi.

### La vena della pittura
Fin da ragazzo e per tutta la vita, Antonio Fuortes coltiverà la pittura a olio  con una ricca e pregevole produzione di paesaggi, ritratti, nature morte, scene di vita contadina e cittadina, fanciulli e animali. Queste opere egli le andò regalando durante tutta la sua vita agli amici e ai cugini, quindi si sono disperse nelle varie abitazioni. Tuttavia un gruppo di questi quadri è stato esposto al pubblico in occasione della 'Mostra degli Artisti Ruffanesi dal Settecento al Novecento' tenutasi a Ruffano dal 29 luglio 2018 al 25 febbraio 2019 presso la Pinacoteca Comunale. Una seconda esposizione antologica "Ruffano: mostra d'arte di Antonio Fuortes", con più di sessanta opere esposte, si è tenuta a Ruffano dal 5 ottobre al 30 dicembre 2021 sempre presso la Pinacoteca Comunale. Una terza esposizione antologica si è tenuta a Lecce, al Museo Storico MUST dal 23 febbraio al 10 marzo 2024, "Antonio Fuortes (Ruffano 1884-Milano1958) Ingegnere Artista". Dal  27 aprile  al 31  maggio 2024 , alla Biblioteca Bernardini di Lecce , Ex Convitto Palmieri,  si è tenuta  una Mostra Antologica: " Antonio Fuortes Ingegnere Artista diSEGNI e riTRATTI diVERSI". Infine dal 14 dicembre 2024 al 30 marzo 2025 alla Biblioteca 'Girolamo Comi ' a Palazzo Comi, Lucugnano di Tricase (Lecce),  dove sono conservati i diplomi originali della laurea in Ingegneria di Antonio Fuortes (vedi nota 4), si tiene la mostra 'Antonio Fuortes Ingegnere Artista'.

### La passione per la poesia
Da ingegnere qual era Antonio Fuortes non disdegnava la poesia, tanto da cimentarsi nella traduzione in versi del poeta indiano Rabindranath Tagore dall'inglese. Quando questi venne in Italia, nel 1926, lo incontrò a Firenze e gli fece un ritratto a grafite, che Tagore stesso sottoscrisse con la sua firma in caratteri indiani accanto a quella di Antonio Fuortes. Quest’opera si trova ora a Palazzo Comi, a Lucugnano di Tricase, dove è custodita la ‘Biblioteca Antonio e Antonio Fuortes’.
Sono di questo periodo le traduzioni di Rabindranath Tagore in versi: La Fuggitiva e Il Giardiniere, nonché la traduzione in prosa, dei Ricordi, la prima in italiano, autobiografia del poeta indiano in due volumi, pubblicata nel 1928 da Carabba Editore di Lanciano. Antonio Fuortes tradusse in versi anche Il Corvo di Edgar Allan Poe e Giardino di Carezze di Franz Toussaint.
Un altro grande amico del Fuortes fu Trilussa, il celebre poeta satirico romanesco, come testimoniano le dediche autografe di Trilussa al Fuortes sui suoi libri, custoditi ora alla Biblioteca di Palazzo Comi. Una di queste dediche di Trilussa reca: ”Ad Antonio Fuortes ingegnere, poeta, artista e amico sincero che più d’ogni altro m’ha capito" Firmato "Trilussa”. Il Fuortes a sua volta scriveva all’amico Girolamo Comi (Momo) nel  ‘51 alla morte di Trilussa:  “Era stato mio caro compagno per quasi 25 anni e mi era divenuto caro oltre ogni dire nel periodo più brillante della mia vita dal ‘17 al ‘32. A testimonianza di questa amicizia nella stessa Biblioteca di Lucugnano si trova una xilografia che ritrae Trilussa a mezzo busto con il suo basco in testa.

### La Società del Gas a Perugia
Nel 1921, alla morte della madre Teresa, Antonio lascia la Puglia e a Perugia,  sostenuto da un gruppo di finanziatori e grandi industriali riuniti nella Società del Gas, impianta la fabbrica del gas di città, che gestirà per un ventennio. 
Nel 1926 pubblica sull'importante rivista Xilografia, diretta da Francesco Nonni, una serie di xilografie originali, stampate in trecento esemplari: Ritratto dell'Avv. Paladini, Sant'Angelo (Perugia), Buoi al lavoro, Porta Sant'Angelo (Perugia), Trilussa, Autoritratto, Ritratto del Maestro Barbi. 
Nel 1929 lo troviamo come Presidente del Circolo Scacchistico Perugino ed è tra i fondatori del Rotary.
Il primo dicembre del 1932 sposa, al Santuario di Oropa, sopra Biella, Anita Berlese (Vigevano 1905– Milano 1996) che gli darà due figli: Antonio jr (Perugia 1933 – Milano 2012) e Anna (Perugia 1935).

### La guerra
Nel 1942 Antonio, non trovandosi più a suo agio a Perugia per l’entrata in guerra dell’Italia, decide di lasciare l’officina del gas e si trasferisce con la famiglia a Milano, dove ha acquistato un'abitazione.
Ma presto, nel 1943, i bombardamenti di Milano costringono i Fuortes a rifugiarsi a Vigevano, nella casa paterna di Anita, dove Arturo Berlese (1875-1945), il papà di Anita, si era da poco ritirato dal suo lavoro, tra Vigevano e Milano, di Procuratore Generale della Ditta Crespi e C. dei Crespi del Corriere della Sera. Qui si riuniscono le due famiglie di Anita e di sua sorella Ada, che aveva sposato Alberto Boletti e aveva avuto tre figli: Giorgio, Laura e Edda.
Il Fuortes diventa allora Preside del locale "Istituto Tecnico Industriale Negrone".

### Il dopoguerra
A guerra terminata e a liberazione avvenuta i Fuortes credono di poter ritornare a Milano nello loro casa, ma questa era stata requisita dai Monopoli di Stato ed è occupata da una fabbrica di fialette di vetro.
Nel 1952 Fuortes jr si iscrive al Politecnico di Milano e tutta la famiglia si trasferisce in città in un appartamento in affitto. Solo nel 1953, dopo una battaglia legale durata otto anni, Antonio Senior riuscirà a mettere finalmente piede in casa sua con tutti i suoi familiari.
Nel dopoguerra Antonio Fuortes ancora coltiva l'amicizia giovanile con il poeta salentino Girolamo Comi e collabora alla rivista letteraria l'Albero, come si evince anche dalle lettere che i due si scambiavano, custodite nella Biblioteca di Palazzo Comi a Lucugnano di Tricase (Lecce).
Antonio senior si spegne il 2 luglio 1958 a Milano, a 74 anni, per una crisi cardiaca.

## Pubblicazioni

### Opere
- Antonio Fuortes, L’Assiolo, Poesie, Giuliano di Lecce, 1910[14]
- Antonio Fuortes, La lampada a filamento metallico,  Tipografia Liccione, Melfi 1911
- Antonio Fuortes, Calcolo del diametro più economico di una condotta forzata, Edizioni Finga, Bari 1912
- Antonio Fuortes, Moderni trasporti di energia a grandi distanze, Edizioni Finga, Bari, 1913
- Antonio Fuortes,  Norme pratiche per la determinazione dell’altezza di volo di un aereo, Archivio di Stato di Bari, Settembre 1916, Fondo Prefettura, Gabinetto del Prefetto, II Versamento, B.155, f.60, p.1
- Antonio Fuortes, L’organizzazione scientifica delle officine, Estratto della Rassegna Tecnica Pugliese, Periodico mensile del Collegio Pugliese degli Ingegneri e Architetti, Vedova Trizio, Bari 1917
- Antonio Fuortes, Come pagherò i miei operai?, Edizioni Finga, Bari 1919
- Antonio Fuortes, S.E.V.R.E.S, Sindacato Economico Vedove Riccardo Emilio Saccardi, Opera Teatrale Comico Farsesca in tre atti, 1932[15]
- Antonio Fuortes, I consigli per gli altri, Commedia in tre atti, 1950[15]
- Antonio Fuortes, Salomone, Racconto poetico, 1953.[15]

### Traduzioni
- Franz Toussaint,  Giardino di carezze, Traduzione in versi di Antonio Fuortes[15]
- Edgar A. Poe, The Raven,  Il Corvo, Traduzione ritmica di Antonio Fuortes, Aprile 1920[16]
- Rabindranath Tagore, The Fugitive, Macmillan, Londra 1921, La Fuggitiva, Traduzione ritmica di Antonio Fuortes[15]
- Rabindranath Tagore, The Gardener , Macmillan, Londra 1923,  Il Giardiniere, Traduzione in versi di Antonio Fuortes[15]
- Rabindranath Tagore, My Reminiscences, Macmillan , Londra 1917, Ricordi, Vol 1 e Vol 2, Traduzione di Antonio Fuortes, Carabba Lanciano 1928[17]